# Zamek w Falaise
Zamek Falaise – zamek w pobliżu miejscowości Falaise, Normandia, Francja. W roku 1027 lub 1028 urodził się tu Wilhelm Zdobywca. Prostokątny donżon został zbudowany na polecenie syna Wilhelma Henryka I w roku 1120. Z kolei w 1204, król Francji Filip August wzniósł obok donżonu drugi, cylindryczny zwany dzisiaj wieżą Talbota – od nazwiska angielskiego lorda przebywającego tutaj podczas wojny stuletniej.
Mury obronne pochodzą z XIII wieku.